# Сухоозёрный
Сухоозёрный — хутор в Предгорном районе (муниципальном округе) Ставропольского края России.
До 16 марта 2020 года входил в состав муниципального образования «Сельское поселение Суворовский сельсовет».

## Варианты названия
- Сухозерский,
- Сухоозерский[5].

## География
Расстояние до краевого центра: 105 км.
Расстояние до районного центра: 33 км.

## Население
| 1989 | 2002 | 2010 | 2014 |
| ---- | ---- | ---- | ---- |
| 87   | ↗122 | ↘115 | ↘100 |

По данным переписи 2002 года, в национальной структуре населения преобладают русские (73 %).

## Инфраструктура
Хутор состоит из одной улицы — Объездной. В 800 м от жилого дома № 46 расположено общественное открытое кладбище площадью 800 м².